# Bethlenfalvy József
Bethlenfalvy József Albert Ludwig (Jozef; Késmárk, 1906. február 12. – Stuttgart, 1990. június 21.) építész, hegymászó és a Tátra fényképésze.

## Élete
A Hunfalván élő Bethlenfalvy család leszármazottja. Szülei Bethlenfalvy Ernő (1880–1955) földbirtokos, vadász, természetvédő és Görgey Mária (1885–?).
A késmárki evangélikus líceumban érettségizett 1924-ben, többek között Grósz Alfréd tanítványa volt. A zürichi Eidgenössische Technische Hochschule egyetemen végzett mint építészmérnök. Tanulmányai során a Svájci-Alpok csúcsait is megmászta. Statikusként dolgozott Oskar Zuber cégében, ahol részt vett a felsőzúgói fürdőhely épületeinek, illetve szepességi utak, hidak és vasutak kivitelezésében. Pavol Dzsubányival saját céget alapítottak.
A második világháború után apját a Beneš-dekrétumok alapján kisemmizték, s Jurán Vidor indított havi kéziratsorozatot a segélyezésére. Előbb Késmárkon, majd Pozsonyban, végül Németországban dolgozott. 1965-ben családjával emigrált Németországba.
A Turistaság és Alpinizmusban jelentek meg fotói. Fényképei a késmárki múzeumban találhatóak meg.